# 厄爾文·柯曼達
厄爾文·柯曼達（Erwin Komenda 1904年4月6日—1966年8月22日）为奥地利汽车设计师，曾任职于保时捷。第二世界大戰期間厄爾文·柯曼達發明了VW166型水陸兩棲車，是納綷德國在第二次世界大戰期間較為廣泛使用的一種四輪車輛。
後來又研發出了車身的原型，福士汽車公司的金龜車（Beetle）。是最早進行風洞（wind tunnel）測試的車型之一與克萊斯勒「Airflow」車型並不相同的，這是一個十分之成功的車款。